# 衢州学院
衢州学院，简称衢院，是中华人民共和国的一所全日制本科公办省属普通高等学校，位于浙江省衢州市柯城区。

## 历史概况
1985年，浙江工学院在今衢州市设立专科层次的浙西分校。1993年，因浙江工学院升格为浙江工业大学，学校也随之更名为浙江工业大学浙西分校。2010年3月，中华人民共和国教育部同意浙江工业大学浙西分校脱离浙江工业大学，成立本科层次的衢州学院。

## 教学机构
截至2022年4月，衢州学院设有化学与材料工程学院、机械工程学院、建筑工程学院、电气与信息工程学院、商学院、教师教育学院、外国语学院（国际教育学院）、马克思主义学院、创业学院、体育工作部10个学院（学部），共开设本科专业28个。另外设置专科专业6个。其中，专科专业的学前教育科由该校与衢州市各县市职业学校合作办学。